# Mariä-Entschlafens-Kathedrale (Astana)

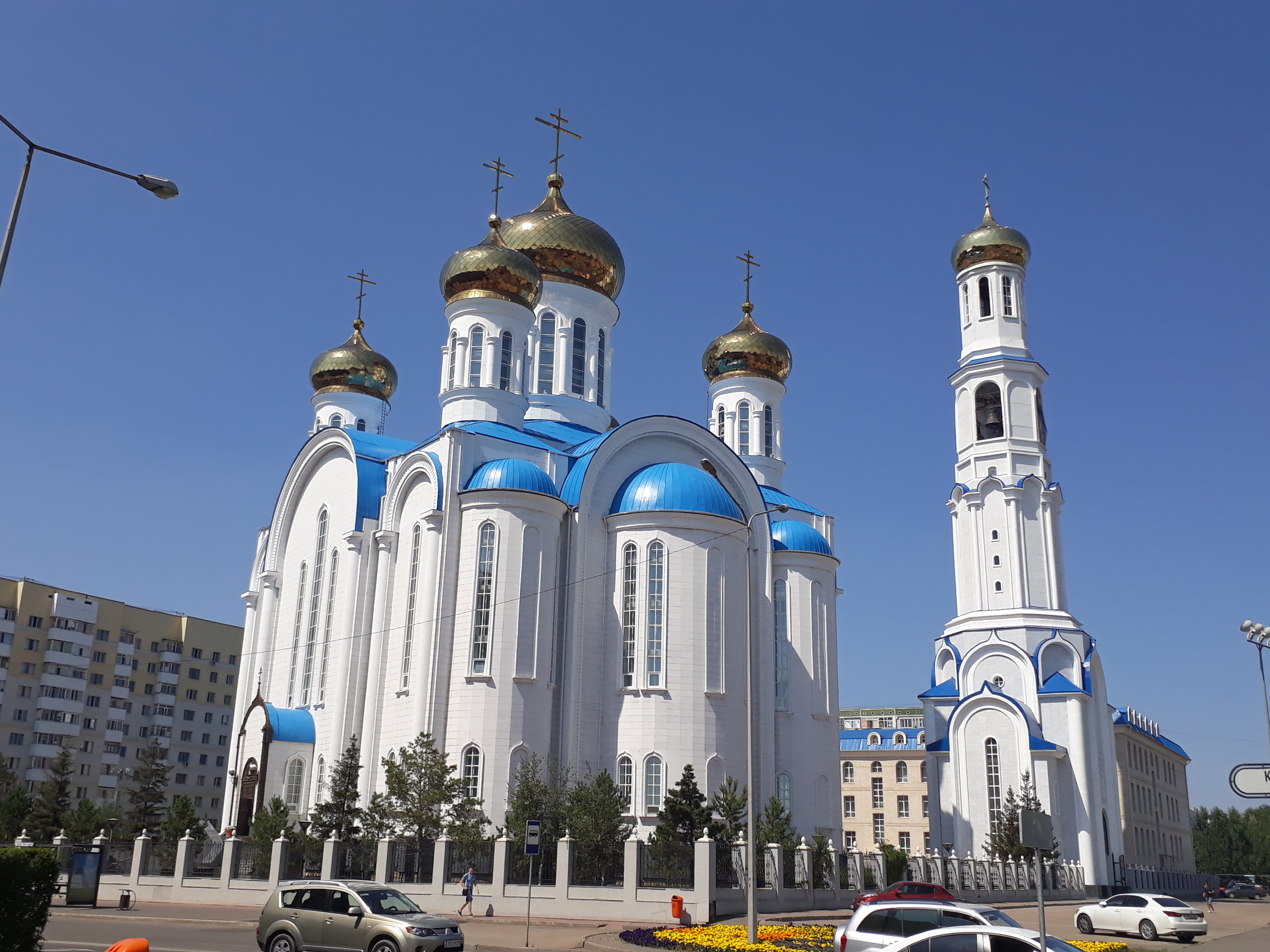
Die Mariä-Entschlafens-Kathedrale

Die Mariä-Entschlafens-Kathedrale (russisch Кафедральный собор в честь Успения Пресвятой Богородицы oder Успенский собор Uspenski sobor) ist ein russisch-orthodoxes Kirchengebäude in der kasachischen Hauptstadt Astana. Erbaut wurde die Kathedrale zwischen 2005 und 2010. Sie ist das größte russisch-orthodoxe Kirchengebäude in Zentralasien und die Kathedrale der Eparchie Astana und Almaty.

## Geschichte
Da die Bevölkerung von Astana in den 1990er Jahren stark zunahm und es nur zwei russisch-orthodoxe Kirchen in der Stadt gab, wurde der Bau von zusätzlichen Kirchen notwendig geworden. Die Initiative der Kirche wurde auch vom Präsidenten Nursultan Nasarbajew selbst unterstützt. So stellte die Stadtverwaltung zwei Grundstücke zur Verfügung, wobei an der Schumabajew-Straße eine neue Kathedrale entstehen sollte.
Mitte 2004 begannen auf dem Gelände erste Planungs- und Erkundungsarbeiten. Im Frühjahr 2005 begannen die eigentlichen Bauarbeiten. Am 14. Januar 2006 weihte der Metropolit von Astana den Grundstein für das Fundament der im Bau befindlichen Kathedrale. Bis April waren die Bauarbeiten so weit fortgeschritten, dass am Osterfest der erste Gottesdienst im Gebäude gefeiert werden konnte. Im Januar 2007 wurde mit Unterstützung der Stadtverwaltung ein öffentlicher Fonds aufgelegt, mit dem die laufenden Bauarbeiten und die Fertigstellung der Kathedrale finanziert wurden. Außerdem erhielt das Bauwerk in diesem Jahr seine Glocken. 2008 wurde das Gewölbe errichtet. Bis Ostern 2009 wurden die Außenwände mit weißem Marmor verkleidet, Fenster und Türen eingebaut und zwei Tore zum Gelände errichtet, die mit Kuppeln geschmückt sind. Im August 2009 wurden die fünf Kuppeln für das Dach der Kathedrale geweiht.
Am 18. Januar 2010 erfolgte die Eröffnung und Weihe der Kathedrale durch Kyrill I., Patriarch von Moskau und der ganzen Rus. Erst im Anschluss an die Eröffnung des Bauwerks bekam die Kathedrale eine Ikonostase. Von Oktober 2013 bis April 2014 wurde die Decken- und Wandgemälde geschaffen. 2013 wurde mit dem Bau des Glockenturms begonnen. Dieser wurde am 26. November 2016 geweiht.